# Once Upon a Time (televisieserie)
Once Upon a Time (Nederlands: 'Er was eens') is een Amerikaanse televisieserie van de American Broadcasting Company (ABC). De reeks is bedacht door schrijvers en producenten Edward Kitsis en Adam Horowitz en gaat over een vervloekt stadje in Maine waar sprookjesfiguren gevangen zitten zonder happy ending. Wie zij werkelijk zijn, weten zij niet. Hun enige hoop is Emma Swan, de dochter van Snow White en Prince Charming. Zij is namelijk de uitverkorene om de vloek te verbreken. 
Seizoen 1 ging in de VS in première op 23 oktober 2011. In Nederland was dit eerste seizoen te zien vanaf de magische datum 12-12-12 op Net5. Het tweede seizoen startte in de VS op 30 september 2012 en was in Nederland vanaf 9 oktober 2013 te zien. In de Verenigde Staten keerde Once Upon a Time op 29 september 2013 terug op de buis met het derde seizoen. Vanaf september 2014 was de serie ook via Netflix te zien, maar in 2020 ging het van Netflix af en kwam het op Disney+. 
In de maand juli 2015 is tevens het vierde seizoen begonnen in de VS. Op 27 september is daar het vijfde seizoen gestart. Op 3 maart 2016 maakte ABC bekend dat de serie voor een zesde seizoen was vernieuwd. Dit ging van start op 25 september 2016. Op 12 mei 2017 werd bekend dat er een zevende seizoen komt van Once Upon a Time. Op 6 februari 2018 werd onder andere via het Instagram-account van Adam Horowitz bekendgemaakt dat er geen achtste seizoen zou komen.

## Verhaal

### Seizoen 1
Emma Swan krijgt op haar 28ste verjaardag bezoek van Henry Mills, de jongen die zij tien jaar terug opgaf voor adoptie. Ze brengt Henry veilig terug naar Storybrooke, een klein stadje in de Amerikaanse staat Maine. Daarna is ze van plan om weer terug te keren naar huis en door te gaan met haar eenzame leventje.
Vertrekken uit Storybrooke lijkt echter niet zo gemakkelijk te zijn. Als Emma Henry’s adoptiemoeder Regina Mills ontmoet, twijfelt ze eraan of Henry wel een fijn thuis heeft. Daarnaast lijkt het erop dat Henry’s fantasie op tilt is geslagen. Hij heeft van zijn lerares Mary Margaret Blanchard een sprookjesboek gekregen en hij is ervan overtuigd dat alle verhalen in het boek echt gebeurd zijn. In het boek staat onder meer het verhaal van de Evil Queen, die een vloek uitspreekt over the Enchanted Forest. De vloek brengt alle inwoners van het sprookjesland naar een land zonder magie, waar alleen de Evil Queen een gelukkig leven kan leiden. Volgens Henry is Regina eigenlijk deze kwaadaardige koningin.
Gelukkig is er nog hoop voor de sprookjesfiguren. De tovenaar Rumplestiltskin voorspelde namelijk dat de dochter van Snow White en Prince Charming op haar 28ste verjaardag de vloek zal verbreken. Om dit te kunnen doen, moeten Snow White en het nog ongeboren prinsesje via een magische kast aan de vloek ontsnappen. Snow White bevalt echter te vroeg en de Evil Queen heeft de vloek al geactiveerd. Het kindje, dat de naam Emma krijgt, moet alleen haar reis maken naar the Land without Magic, in de hoop dat zij terugkeert zodra zij 28 is.
Henry is ervan overtuigd dat zijn biologische moeder de dochter van Snow White en Prince Charming is en dat zij dus de enige is die de inwoners van Storybrooke kan redden. Emma gelooft hier niets van. Toch kan ze niet ontkennen dat Storybrooke een vreemde plek is en haar nieuwsgierigheid dwingt haar dan ook te blijven. Henry zet alles op alles om Emma te laten geloven in haar lot, terwijl Emma probeert uit te vinden hoe ze past in Henry’s leven. Een ruzie tussen Emma en Regina blijft dan ook niet uit. Ondertussen worden via flashbacks de sprookjeslevens van de inwoners van Storybrooke getoond en wijzen steeds meer gebeurtenissen erop dat Emma daadwerkelijk de enige is die de vloek kan verbreken.

### Seizoen 2
Emma heeft de vloek verbroken en iedereen in Storybrooke herinnert zich weer wie hij was. Mr. Gold wordt herenigd met Belle en neemt wraak op Regina door een Wraith, een duister wezen dat zielen uitzuigt, achter haar aan te sturen. Emma en Mary Margaret proberen haar te redden door de Wraith via de hoed van Jefferson terug naar the Enchanted Forest te sturen. Emma valt echter zelf ook in het portaal en wordt gevolgd door haar moeder, die haar niet nogmaals in de steek wil laten.
Het blijkt dat de vloek niet het hele toverbos heeft vernietigd. Het koninkrijk van prinses Aurora en prins Phillip is intact gebleven. De Wraith gaat achter Phillip aan en zuigt zijn ziel uit en Aurora en Mulan geven Emma en Mary Margaret hier de schuld van. Later sluiten ze echter vriendschap en proberen Aurora en Mulan de twee te helpen terug te keren naar hun familie in Storybrooke. Dat wordt echter bemoeilijkt door Cora en Captain Hook, die beiden ook graag naar Storybrooke willen om verschillende redenen. In Storybrooke neemt David de leiding over en probeert hij alles om zijn vrouw en dochter terug te krijgen.
Mary Margaret en Emma vinden uiteindelijk hun weg terug naar huis, maar dat betekent nog niet dat zij veilig zijn voor Cora en Hook. Ondertussen wil Mr. Gold Storybrooke verlaten om Baelfire te vinden. Dat is echter onmogelijk, want wie de grens van Storybrooke overschrijdt, verliest zijn geheugen opnieuw. Als Gold dan eindelijk een weg vindt om Storybrooke veilig te verlaten, neemt hij Emma en Henry mee om Baelfire te vinden. Dan blijkt dat Baelfire en Gold een wel heel bijzondere connectie hebben met de familie Charming.
Als de rust in Storybrooke eindelijk lijkt terug te keren, dreigt er weer opnieuw gevaar. Het verbreken van de vloek heeft er namelijk voor gezorgd dat buitenstaanders ook naar het stadje kunnen komen. En deze buitenstaanders blijken niets dan kwaad in de zin te hebben. Zelfs Henry is niet veilig, want hij blijkt een langverwachte prooi te zijn van een onverwachte slechterik.

### Seizoen 3
Tamara en Greg hebben Henry via een portaal ontvoerd naar Neverland. Emma, Mary Margaret, Regina, David, Mr. Gold en Captain Hook varen met z’n zessen achter hen aan om Henry te redden uit de klauwen van de duistere Peter Pan.  Deze onwaarschijnlijke bemanning van de Jolly Roger bestaat echter uit leden die het niet bepaald met elkaar kunnen vinden en dat zorgt voor diverse strubbelingen. Ondertussen is Neal terug in the Enchanted Forest en wordt hij geholpen door Aurora, Mulan, Phillip en Robin Hood om terug te keren naar zijn familie. Neal slaagt erin om naar Neverland te reizen, maar het redden van Henry blijkt niet gemakkelijk te zijn, ondanks de hulp die de gehele groep krijgt van Tinker Bell, Ariel en Wendy Darling. Langzaam maar zeker weet Pan Henry te manipuleren en maakt hij Henry wijs dat Henry de enige is die magie in de hele wereld kan redden. Pans ware motief voor Henry's ontvoering blijkt echter een stuk duisterder te zijn. Pan is stervende en kan zichzelf alleen redden met het hart van de grootste gelover. Henry's hart
Het lukt de groep uiteindelijk om Henry te redden en terug te keren naar Storybrooke, maar Pan heeft ze gevolgd en spreekt een nieuwe vloek uit over het dorp. Mr. Gold moet zijn eigen leven opofferen om Pan te vernietigen. Echter alleen Regina kan de nieuwe vloek stoppen, en wel door haar eigen vloek ongedaan te maken. Dat betekent dat iedereen weer terug zal keren naar the Enchanted Forest. Behalve Emma en Henry dan. Zij moeten in onze wereld blijven, zonder herinneringen aan hun sprookjesfamilie.
Een jaar later vindt Hook Emma en Henry terug in New York, waar zij een normaal leven leiden en Emma zelfs een nieuwe liefde heeft ontmoet: Walsh. Walsh is echter niet wat hij lijkt en al snel weet Hook Emma ervan te overtuigen dat al haar herinneringen nep zijn. Ze krijgt haar geheugen terug en gaat samen met Hook en Henry terug naar Storybrooke, want hun vrienden en familie in het dorp zijn in groot gevaar.
Een nieuwe vijand wordt gevonden in the Wicked Witch, die in Storybrooke schuilgaat achter haar alter ego Zelena. Zij is erop uit om het leven van Regina te verpesten. Die twee blijken een onverwachte band te delen en Zelena ziet letterlijk groen van jaloezie. Regina staat er overigens niet alleen voor, want voor de eerste keer staat iedereen aan haar zij. Zelena is echter ook niet alleen, want zij is erin geslaagd om de Dark One tot haar slaaf te maken.

### Seizoen 4
Emma en Hooks reis door de tijd is niet zonder gevolgen gebleven. Robins vrouw Marian is niet de enige die ze mee terug hebben genomen naar Storybrooke: ook Elsa, koningin van Arendelle, heeft haar weg naar het sprookjesachtige dorp gevonden. Voor haar is dat echter niet zo idyllisch, want angst neemt de controle over haar en haar magische krachten over. Ze gaat wanhopig op zoek naar haar zus Anna, want zij is de enige die Elsa kan helpen haar krachten onder controle te krijgen. Ondertussen dreigt Regina weer op het slechte pad terecht te komen nu Robin en Marian herenigd zijn en wordt Emma overspoeld met schuldgevoelens en onzekerheid. Regina heeft er de pest in dat haar happy ending altijd verstoord lijkt te worden en vraagt zich af of dat te maken kan hebben met het sprookjesboek. Belle en Mr. Gold vieren ondertussen hun huwelijk, maar hoelang duurt het voordat Belle erachter komt wat Gold verbergt? Hij is in het bezit gekomen van een hoed die alle magische krachten kan verzamelen en daardoor steeds machtiger wordt. Met al deze magie heeft hij snode plannen.
Ondertussen heeft een nieuwe slechterik haar weg gevonden naar Storybrooke. Ingrid, de eigenaresse van de ijssalon in het dorp, blijkt niemand minder dan De Sneeuwkoningin te zijn. Zij verzint een gruwelijk plan dat Storybrooke en al haar inwoners zou kunnen verwoesten. En dat allemaal voor maar één ding: het creëren van haar perfecte familie... met Emma en Elsa.
Wanneer Ingrid niet langer een gevaar is, lijkt de rust wedergekeerd.  Dat verandert als Cruella De Vil en Ursula Storybrooke een bezoekje komen brengen. Al snel vermoeden Mary Margaret en David dat de twee hier niet zijn voor een gezellig theekransje. Cruella en Ursula wekken Maleficent weer tot leven en vormen samen een dodelijk trio, onder leiding van niemand minder dan Mr. Gold. Het team is maar uit op één ding: het creëren van hun eigen happy ending. Daarvoor moeten ze Emma aan hun kant krijgen maar de enige die de redster kan bekeren naar het duister is de auteur van Henry's boek. Uiteindelijk blijft er van Gold's nieuwe team enkel hij en Malificent over waardoor hun eigenlijke bedoelingen duidelijker worden. Maleficent is op zoek naar haar dochter die door het toedoen van twee bekenden als baby is verbannen naar een andere wereld. En Gold is op zoek naar een manier om zijn hart te zuiveren en zo zijn dood te voorkomen.
Ondertussen duikt een oude bekende terug op in Regina's leven. Zelena die vermomd als Marian samen met Robin naar New York verhuisde blijkt zwanger te zijn en lijkt er op die manier in te slagen om haar zus leven te verpestten. Gelukkig voor Regina is dit buiten Isaac "De Auteur" gerekend want hij is bereid om met zijn magische pen Zelena en dus ook de baby uit Regina's verhaal te schrijven.
Wanneer Regina zich bedenkt wend de beledigde schrijver zich tot Mr. Gold en stuurt iedereen behalve Henry naar de wereld van "Heroes and Villains" waar alle helden slechteriken en alle slechteriken helden zijn.
Na een avontuur door deze verdraaide wereld slaagt Henry erin iedereen terug te halen door zelf de nieuwe auteur te worden. Dit betekent wel dat Mr. Gold weer stervende is.
En na een poging hem te redden door al het kwade uit zijn hart te halen, ontsnapt al het kwade in een wolk van duisternis naar buiten het stadje in. Wetende dat zichzelf opofferen de enige manier is om de stad te redden, werpt Emma zich in de wolk van duisternis en wordt daardoor de nieuwe "Dark One".

### Seizoen 5
Alles is veranderd nu Emma aan het transformeren is naar de nieuwe Dark One. In the Enchanted Forest gaat zij op zoek naar de enige die haar kan helpen om de duisternis voor eens en voor altijd te verslaan: de machtige tovenaar Merlin. Volgens de legende is hij ergens in Camelot. Op haar reis in dit nieuwe land ontmoet Emma de prinses Merida en schieten al Emma's geliefden, onder wie haar ouders, Regina, Hook, Belle, Granny en de dwergen, haar te hulp. In Camelot worden ze met open armen ontvangen; Merlin had hun komst namelijk al lang geleden voorspeld. In Camelot werken alle helden samen om Merlin, die door magie vast zit in een boom, te bevrijden. Ondertussen probeert een demon in de vorm van Rumplestiltskin in Emma's hoofd haar te verleiden duistere magie te gebruiken en kan ze zichzelf steeds moeilijker verzetten.
Dat blijkt wel als iedereen zes weken later ineens terug is in Storybrooke. Emma heeft de duisternis in zich omarmd en is nu officieel de nieuwe Dark One. Zij is de enige die weet wat er de afgelopen weken in Camelot is gebeurd: alle anderen hebben hun geheugen verloren. En hun verdwenen herinneringen zijn misschien wel de sleutel tot het redden van Emma. Emma zelf wil overigens helemaal niet gered worden: het lijkt erop dat zij de machtigste Dark One ooit wil worden en kan dat doen door Excalibur, het machtigste zwaard ooit, en de Dark One's Dagger te herenigen. Ondertussen ligt Mr. Gold nog altijd in coma en is het onduidelijk of de inwoners van Camelot, en met name de koning, wel te vertrouwen zijn.
In een allesbepalend gevecht tussen de Dark One en onze helden kan helaas niet iedereen overleven, hook zal moeten sterven, maar Emma is niet klaar om hem te laten gaan en samen met familie en vrienden maakt ze een levensgevaarlijke trip naar de Onderwereld om een verloren ziel terug tot leven te wekken.

### Seizoen 6
Nadat Regina aan het einde van seizoen vijf besluit haar ziel te splijten in een goede en een slechte versie van haarzelf besluit de slechte versie, de Evil Queen, dat ze wraak wil nemen op Regina en alle andere helden. De inwoners van Storybrooke worden daarnaast ook nog eens aangevallen door Mr. Hyde, die is ontsnapt uit The Land of Untold Stories. Na meerdere pogingen om deze twee schurken te verslaan lukt het Emma eindelijk om Mr. Hyde te verslaan. De Evil Queen blijkt toch nog goed in zich te hebben en vertrekt naar een alternatief universum (de 'Wish Realm') waar ze samen met de alternatieve versie van Robin Hood gaat wonen. 
Jammer genoeg kan Emma echter niet voorkomen dat per ongeluk de Black Fairy wordt vrijgelaten. Deze kwaadaardige fee is de lang verloren moeder van Mr. Gold en is vastberaden om de Final Battle, die al eeuwen geleden was voorspeld, naar Storybrooke te halen. 
Terwijl onze helden proberen de Final Battle te voorkomen wordt er door de Black Fairy een nieuwe vloek losgelaten, waardoor alle werelden zullen verdwijnen tenzij onze helden de Black Fairy weten te verslaan. De Final Battle wordt uiteindelijk uitgevochten en door Emma gewonnen, wat ertoe leidt dat alle helden in Storybrooke eindelijk, na jaren, nog lang en gelukkig kunnen leven.
De laatste aflevering van seizoen zes sluit alle lopende verhaallijnen af en springt in de laatste paar minuten van de aflevering tien jaar in de toekomst. Hier zien we een jong meisje dat haar lang verloren vader opzoekt. Het wordt onthuld dat deze vader de volwassen Henry is, die kennelijk vergeten is wie zijn familie is.

### Seizoen 7
Seizoen zeven wordt door de makers van de serie gezien als een zogenaamde 'soft reboot'. Dit wil zeggen dat het nieuwe seizoen een gloednieuwe verhaallijn begint die los staat van de vorige zes seizoenen. 
Seizoen zeven speelt zich ongeveer 10 à 15 jaar na de laatste aflevering van seizoen zes. Het verhaal draait om een volwassen Henry die ondertussen de sprookjeswereld vergeten is en door zijn dochter Lucy naar Hyperion Heights in Seattle wordt gelokt. In deze wijk wonen sprookjesfiguren en onwetende, normale mensen in harmonie samen. 
Eenmaal aangekomen in Hyperion Heights ontmoet Henry Jacinda, Lucy's moeder. Door middel van flashbacks komen we erachter dat Jacinda de Assepoester uit een ander universum is en Henry's true love en dat iemand een nieuwe vloek heeft uitgesproken waardoor Henry en Regina, die in een bar in Hyperion Heights blijkt te werken en denkt dat ze Roni heet, niets meer weten over hun vorige levens.
Ook Rumplestiltkskin en de Wish Realm versie van Hook wonen in Hyperion Heights, al weten ook zij niet wie ze werkelijk zijn. Emma Swan verschijnt in één aflevering van seizoen zeven. Hierin wordt verteld dat Emma en de echte Hook gelukkig samen in Storybrooke wonen en dat Emma zwanger is van haar tweede kind.

## Rolverdeling

### Hoofdrollen
In seizoen 1 tot en met 6 spelen Jennifer Morrison, Ginnifer Goodwin, Lana Parrilla, Josh Dallas, Jared S. Gilmore en Robert Carlyle de hoofdrollen. In seizoen 7 zijn er nieuwe hoofdrollen voor Dania Ramírez, Gabrielle Anwar en Mekia Cox. Andrew J. West neemt de rol van Henry over van Jared S. Gilmore.
- Jennifer Morrison speelt Emma Swan, de protagonist van de serie. Ze is de dochter van Snow White en Prince Charming. Ze is via een magische kast ontsnapt aan de vloek van de Evil Queen en groeit op in vele pleeggezinnen, die haar allemaal in de steek laten. Dit maakt Emma hard en ze vindt het hierdoor moeilijker om mensen te vertrouwen. Wie haar vertrouwen echter wint, heeft aan haar een loyale vriend met een goed hart. Emma belandt op haar achttiende in de gevangenis en blijkt dan zwanger te zijn. Haar zoontje geeft ze op ter adoptie, in de hoop dat hij een beter leven krijgt. Op haar 28ste verjaardag krijgt Emma bezoek van een dan tienjarige Henry Mills, haar biologische zoon. Hij is vastberaden om Emma mee te nemen naar zijn woonplaats Storybrooke. Henry gelooft er namelijk stellig in dat alle verhalen in zijn sprookjesboek echt zijn. Hij gelooft dat zijn adoptiemoeder de Evil Queen is, die alle inwoners van the Enchanted Forest heeft vervloekt, waardoor zij nu gevangen zitten in de gewone wereld en zich niets herinneren van hun ware identiteiten. Henry is ervan overtuigd dat Emma de enige is die de vloek kan verbreken. Emma gelooft hier in eerste instantie niets van, maar langzaamaan beseft ze dat Henry’s sprookjesboek weleens meer zou kunnen zijn dan enkel fictie.
- Ginnifer Goodwin speelt Snow White en Mary Margaret Blanchard. Haar personage is gebaseerd op het sprookje Sneeuwwitje. Snow heeft een langlopende vete met de Evil Queen, die Snow ervan beschuldigd haar leven verpest te hebben. In Storybrooke is Snow de basisschooljuf Mary Margaret. Waar Snow een stoere prinses was, is Mary Margaret een rustige en onzekere vrouw. Ze hebben echter één ding gemeen: ze geloven beide in de kracht van goedheid en vergiffenis. Zowel Snow als Mary Margaret zijn erg geliefd. Mary Margaret en Emma sluiten al snel vriendschap en Emma trekt zelfs bij haar in, zonder te beseffen dat ze familie van elkaar zijn. Mary Margaret ontwikkelt gevoelens voor David Nolan, die onlangs ontwaakt is uit een coma en eigenlijk Prince Charming is. De vloek weerhoudt de twee er echter van om samen te zijn.
- Lana Parrilla speelt de Evil Queen en Regina Mills/Roni. Ze was niet altijd een slechterik. Haar hart werd duister nadat haar geliefde Daniel op een gruwelijke wijze werd vermoord. Daar geeft ze Snow de schuld van en ze heeft het haar levensdoel gemaakt om Snows leven te verpesten. De Evil Queen wil ontsnappen aan the Enchanted Forest en opnieuw beginnen in een land zonder magie. Vandaar dat zij een vloek, De Dark Curse, uitspreekt over het sprookjesland. Deze vloek transporteert de inwoners van the Enchanted Forest naar Storybrooke. Het is de koningins ultieme wraak op Snow, die in dit nieuwe land geen gelukkig leven zal leiden. In Storybrooke is Regina Mills, de adoptiemoeder van Henry Mills. Ze is de burgemeester van het stadje. Regina vindt het maar niets dat Emma besluit om in Storybrooke te blijven en doet er dan ook alles aan om haar weg te jagen. Hoewel Regina een slecht persoon is, houdt ze wel onvoorwaardelijk van Henry.
- Josh Dallas speelt Prince Charming en 'David Nolan'. Hij is de grote liefde van Snow en de vader van Emma. Als Prince Charming is hij een dappere, geliefde held. Als David ligt hij in eerste instantie in een coma. Nadat hij ontwaakt, krijgt hij al snel gevoelens voor Mary Margaret. Ze kunnen echter niet samen zijn, omdat David niet bereid  is om risico’s te nemen. Daarin lijkt hij dus helemaal niet op zijn alter ego uit sprookjesland. David is getrouwd met Kathryn Nolan, die in werkelijkheid zijn gedwongen verloofde prinses Abigail is. Als Kathryn plotseling verdwijnt, verdenkt David Mary Margaret van moord. Hierdoor wil Mary Margaret niets meer met hem te maken hebben. Pas nadat Emma de vloek verbreekt, komen de twee weer samen. Hierna gaat David ook weer meer op Prince Charming lijken.
- Jared S. Gilmore (seizoen 1 -6) en Andrew J. West (seizoen 7) spelen 'Henry Mills', de biologische zoon van Emma en de adoptiezoon van Regina. Hij is een slimme jongen die al snel de connectie legt tussen zijn sprookjesboek en zijn woonplaats Storybrooke. Zijn band met Emma wordt steeds sterker en hij wil niets liever dan dat Emma de vloek verbreekt, zodat alle sprookjesfiguren weer samen kunnen zijn. Omdat Regina niet wil dat Henry doorgaat met het ontrafelen van het mysterie rondom de vloek, stuurt ze hem naar psycholoog Archie Hopper. Emma gelooft niet in de vloek, totdat Henry een vergiftigde appelflap eet en in een coma raakt. Emma redt zijn leven door hem een kus te geven en verbreekt op deze manier de vloek.
- Robert Carlyle speelt Rumplestiltskin en Mr. Gold/Detective Weaver. Zijn personage is gebaseerd op het sprookje Repelsteeltje. Hij is het grote brein achter de vloek, die hij heeft ontwikkeld om zijn zoon Baelfire te vinden. Rumplestiltskin was in eerste instantie een lafaard, maar dat verandert als hij the Dark One vermoordt en daardoor zelf de nieuwe Dark One wordt. Hij wordt met de dag duisterder en hartelozer. Baelfire kan hier niet tegen en wil via een portaal met zijn vader ontsnappen naar een land zonder magie. Rumplestiltskin laat Baelfire alleen door het portaal gaan maar heeft daarna meteen spijt. Eeuwenlang werkt hij aan een plan om naar the Land without Magic te gaan om zijn zoon weer terug te vinden. Dankzij zijn gave om in de toekomst te kijken, weet hij precies wanneer hij waar moet zijn om dat mogelijk te maken. Veel keuzes die hij heeft gemaakt als de Dark One maakte hij omdat dit noodzakelijk was voor het creëren van de vloek. Hij staat erom bekend deals te maken met wanhopige sprookjesfiguren. In Storybrooke is Rumplestiltskin Mr. Gold. De inwoners van Storybrooke zijn net zo bang voor hem als voor Regina, daar hij wellicht nog machtiger is dan Regina. Zodra Emma naar Storybrooke komt en haar naam zegt, herinnert Gold zich zijn leven als Rumplestiltskin weer. Mr. Gold wil dat Emma de vloek verbreekt zodat hij op zoek kan gaan naar Baelfire.
- Emilie de Ravin speelt Belle/Laycy. Haar personage is gebaseerd op het sprookje Belle en het Beest. Belle ziet achter het monster de echte Rumpelstilskin. Hoewel ze veel bedrogen wordt en er dingen zijn die Rumpel niet zegt, blijft ze toch vechten voor hem. Aan het einde is het haar gelukt en vindt Rumpel/The Dark One haar belangrijker dan de macht.

### Wisselende hoofdrolspelers

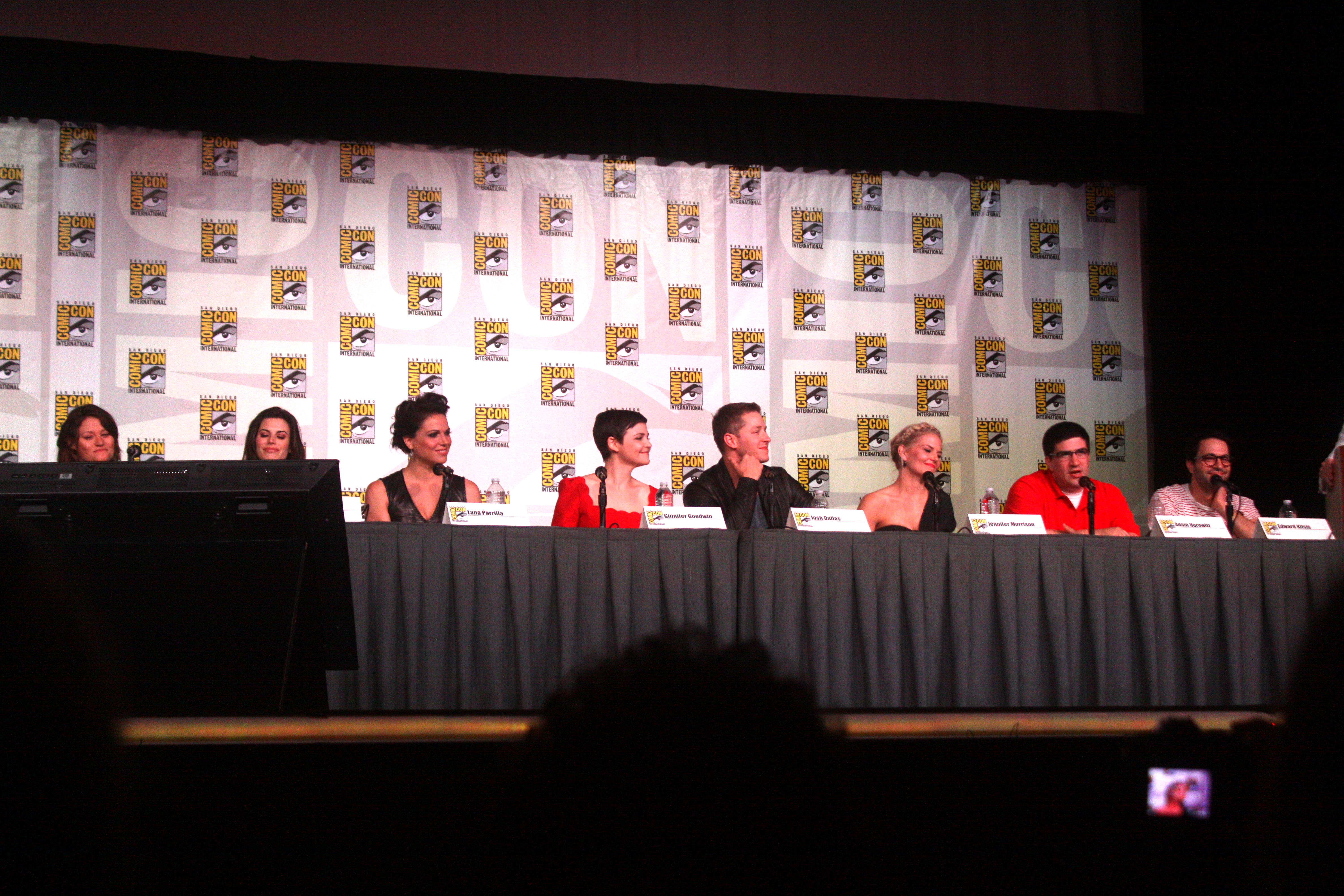
Cast van Once Upon a Time

Morrison, Goodwin, Parrilla, Dallas, Gilmore en Carlyle worden per seizoen versterkt met andere hoofdpersonen. In seizoen 1 zijn dit Raphael Sbarge als Jiminy Cricket/Archie Hopper, Jamie Dornan als The Huntsman/Sheriff Graham en Eion Bailey als Pinnochio/August W. Booth. Jiminy Cricket is in the Enchanted Forest als krekel het geweten van Pinocchio. Als Archie Hopper is hij de psycholoog van Storybrooke. The Huntsman is in the Enchanted Forest een jager die de taak krijgt om Snow White te vermoorden. Dit kan hij echter niet over zijn hart verkrijgen. In Storybrooke is hij een sheriff, genaamd Graham, die al snel gevoelens ontwikkelt voor Emma maar door toedoen van Regina sterft. Pinnochio is degene die samen met Emma via een magische kast naar de gewone wereld reist en haar dan in de steek laat. Als August W. Booth keert hij terug naar Storybrooke, om Emma alsnog te doen geloven in de vloek.
Sbarge, Dornan en Bailey degraderen in het tweede seizoen naar terugkerende personages. In dit seizoen zijn Meghan Ory als Red Riding Hood/Ruby, Emilie de Ravin als Belle/Lacey en Colin O'Donoghue als Captain Hook de nieuwe hoofdrolspelers. Red Riding Hood is een vriendelijk meisje met een vreselijke vloek. Bij elke volle maan verandert ze namelijk in een weerwolf. Ruby is een rebel die regelmatig discussies voert met haar oma Granny. Belle is de geliefde van Rumplestiltskin, die probeert om zijn goede kant naar boven te halen. Lacey is haar alter ego, die ze krijgt nadat ze haar geheugen opnieuw verliest. Lacey stimuleert Mr. Gold juist om slecht te zijn. Captain Hook is een piraat, die jaren in Neverland heeft doorgebracht om een wraakplan te bedenken om Rumplestiltskin te vermoorden. Hij is een charmeur en uiteindelijk legt hij zijn wraakgevoelens neer voor een goed doel.
Ory wordt in het derde seizoen gedegradeerd naar een terugkerend personage.Michael Raymond-James neemt een plek in als hoofdrolspeler, voor zijn rol als Baelfire/Neal Cassidy. Baelfire is de zoon van Rumplestiltskin, die via een portaal naar de gewone wereld reist en later in Neverland terechtkomt. Neal Cassidy is zijn schuilnaam en hij is Emma’s eerste grote liefde. Hij is tevens de vader van Henry, wat Mr. Gold Henry’s grootvader maakt.
In seizoen 4 was de rol van Neal Cassidy niet langer starring. Michael Socha was met zijn rol als Will Scarlet een nieuwe hoofdrolspeler.
De rollen worden opnieuw omgedraaid in seizoen 5, als Socha niet langer een hoofdrolspeler is, maar Rebecca Mader en Sean Maguire wel als respectievelijk Zelena en Robin Hood.

### Terugkerende personages
Naast de hoofdrolspelers, spelen diverse andere personages een belangrijke rol in Once Upon a Time. Dit zijn onder meer Beverley Elliott als Granny, Giancarlo Esposito als Magic Mirror/Sidney Glass, Lee Arenberg als Grumpy/Leroy, David Anders als Victor Frankenstein/Dr. Whale, Tony Amendola als Geppetto/Marco, Keegan Connor Tracy als Blue Fairy/Mother Superior, Sebastian Stan als Mad Hatter/Jefferson, Barbara Hershey als Cora/Queen of Hearts, Sarah Bolger als prinses Aurora, Jamie Chung als Mulan, Sonequa Martin-Green als Tamara, Ethan Embry als Greg Mendell, Robbie Kay als Peter Pan, Rebecca Mader als Wicked Witch/Zelena, Elizabeth Mitchell als Ice Queen/Ingrid, Georgina Haig als Elsa, Elizabeth Lail als Anna en Sean Maguire als Robin Hood.

### Soft reboot
De laatste aflevering van seizoen 6 sluit alle lopende verhaallijnen af. Seizoen 7 wordt door de makers van de serie gezien als een zogenaamde 'reboot'. Dit wil zeggen dat het nieuwe seizoen een gloednieuwe verhaallijn begint die los staat van de vorige zes seizoenen. Veel van de acteurs verlaten de serie dan ook na seizoen 6, waaronder Ginnifer Goodwin en Josh Dallas die vanaf de eerste aflevering hoofdrollen speelden. Ook Jennifer Morrison, Emilie de Ravin en Jared S. Gilmore verlaten de serie, al zullen ze allemaal nog in één aflevering van seizoen 7 meespelen om te verklaren waarom hun personages niet meer in seizoen 7 voorkomen. 
Seizoen 7 speelt zich ongeveer 15 jaar na de laatste aflevering van seizoen 6 af. Het verhaal draait om een volwassen Henry, gespeeld door Andrew J. West die ondertussen de sprookjeswereld vergeten is en door zijn dochter Lucy, gespeeld door Alison Fernandez, wordt gebracht naar Hyperion Heights in Seattle. In deze wijk wonen sprookjesfiguren en onwetende, normale mensen in harmonie samen. Nieuwe personages in dit zijn seizoen zijn Dania Ramírez als Cinderella/Jacinda, de Assepoester uit een ander universum die tevens Lucy's moeder blijkt te zijn, Gabrielle Anwar als haar boze stiefmoeder Lady Tremaine/Victoria Belfrey en Mekia Cox als Tiana/Sabine, Cinderella's kamergenoot en tevens de prinses uit De prinses en de kikker.

## Afleveringen
| Seizoen | Aantal afleveringen | Originele uitzenddatum          |  |
| ------- | ------------------- | ------------------------------- |  |
| 1       | 22                  | 23 oktober 2011 – 13 mei 2012   |  |
| 2       | 22                  | 30 september 2012 – 12 mei 2013 |  |
| 3       | 22                  | 29 september 2013 – 11 mei 2014 |  |
| 4       | 23                  | 28 september 2014 – 10 mei 2015 |  |
| 5       | 23                  | 27 september 2015 – 15 mei 2016 |  |
| 6       | 22                  | 25 september 2016 – 14 mei 2017 |  |
| 7       | 22                  | 6 oktober 2017 – 18 mei 2018    |  |

## Plaatsen

### Storybrooke / MAINE
Storybrooke is een stadje in Maine waar alle sprookjesfiguren na de vloek terechtkomen. De tijd blijft 28 jaar lang stilstaan, waardoor niemand ouder wordt. De enige die wel ouder wordt, is Henry, omdat hij officieel vanbuiten Storybrooke komt. Regina is de burgemeester van het stadje. Mr. Gold bezit een groot deel van de grond van Storybrooke, wat hem ook tot een machtige inwoner maakt. Enkele bekende plaatsen in Storybrooke zijn het bureau van de sheriff, het huis van Mary Margaret (Snowwhite) de klokkentoren, Mr. Golds winkel, Regina’s huis, de wensput en de tolbrug.
Gebeurtenissen spelen zich in Storybrooke elke dag opnieuw af, maar daar zijn de inwoners zich niet van bewust. Zij herinneren zich niets van hun bestaan als sprookjesfiguur en leven in een waas. Ze spelen de rol die de vloek hen heeft opgelegd. Storybrooke is een plek zonder magie, totdat de vloek verbroken wordt. Dan zorgt Mr. Gold ervoor dat er weer magie gebruikt kan worden, hoewel dit wel andere magie is dan de sprookjesfiguren gewend zijn.
Wanneer Emma besluit om in Storybrooke te blijven, gaat de klok van de toren eindelijk verder lopen. Vanaf dat moment beginnen dingen te veranderen in het stadje. Mensen durven nu bijvoorbeeld sneller tegen Regina in te gaan.
Hoewel het in eerste instantie lijkt alsof Regina de enige is die weet van haar bestaan als sprookjesfiguur, blijkt naarmate de serie vordert dat meerdere inwoners zich al dan niet bewust dingen herinneren. Jefferson herinnert zich zijn leven als Mad Hatter en zijn ongelukkige einde. Volgens hem is dat de straf die de vloek hem gegeven heeft. Daarnaast vangen Sheriff Graham en David flarden op van hun verleden, al weten ze dat in eerste instantie niet meteen te plaatsen. Ook Mr. Gold herinnert zich dat hij eigenlijk Rumplestiltskin is. Zijn geheugen komt terug zodra Emma zich aan hem voorstelt.
Als Emma de vloek verbreekt, herinneren alle inwoners zich hun ware identiteiten. De grens die Storybrooke verborgen hield voor de buitenwereld verdwijnt, waardoor buitenstanders het stadje nu ook kunnen traceren. Voor de sprookjesfiguren is het echter lastig om de grens te overschrijden, want wie Storybrooke verlaat, verliest zijn geheugen opnieuw. Aan het einde van het tweede seizoen zorgt Belle er met een spreuk van Mr. Gold voor dat Storybrooke weer onvindbaar is, om zo gevaar van de buitenwereld af te wenden.

### The Enchanted Forest
The Enchanted Forest is de woonplaats van een boel sprookjesfiguren. Het woud is opgedeeld in vele verschillende koninkrijken: het koninkrijk van koning Leopold en koningin Eva; het koninkrijk van koning Midas; het koninkrijk van koning George; het koninkrijk van prins Phillip en prinses Aurora; het koninkrijk van prins Thomas en Cinderella en het koninkrijk van Sir Maurice. Nadat de vloek over het woud raast, blijft alleen het land van Phillip en Aurora intact. De meeste flashbacks in Once Upon a Time spelen zich af in the Enchanted Forest.

### Hyperion Heights
In deze wijk wonen sprookjesfiguren en onwetende, normale mensen in harmonie samen. 

### Wonderland
Wonderland is een magisch land waar enkele personages uit Once Upon a Time wonen of geweest zijn. Het land is sterk gebaseerd op de wereld uit Alice in Wonderland. Cora speelt er een belangrijke rol als de Queen of Hearts. Jefferson staat er bekend als de Mad Hatter. Ook Regina en Captain Hook hebben een bezoekje gebracht aan dit land en in de serie Once Upon a Time in Wonderland wordt er meer aandacht besteed aan Wonderland.

### Land without Color
The Land without Color is de officiële woonplaats van Victor Frankenstein (Dr. Whale). Het land is volledig zwart-wit.  Volgens Frankenstein is er één ding machtiger dan magie en dit wordt beoefend in het land: wetenschap.

### Netherworld
De Netherworld is een plek waar mensen naartoe kunnen gaan die onder invloed zijn geweest van een slaapvloek. Zij bezoeken deze plek als zij slapen en ervaren het als een levensechte nachtmerrie. Het is een kamer vol vlammen die moeilijk te controleren zijn. De Netherworld wordt gezien als een vervelende bijwerking van de slaapvloek. De mensen die een slaapvloek hebben gehad, kunnen elkaar tegenkomen en met elkaar communiceren in deze wereld. Dit zijn onder andere Snow White, David, prinses Aurora en Henry.

### Neverland
Neverland gebaseerd op de wereld van Peter Pan, maar dan veel duisterder. Het is een plek waar fantasie en geloof heel belangrijk zijn. Peter Pan is de heerser over Neverland. Zijn schaduw verzamelt weesjongens over de hele wereld, die als de Slimme Jongens voor Pan werken. Velen van hen verblijven daar tegen hun zin. Personages die er zijn geweest, zijn Kapitein Haak, William Vet, Wendy Darling, Baelfire en Repelsteeltje. In het derde seizoen is Henry ontvoerd naar Neverland, omdat Peter Pan hem nodig heeft om nog machtiger te kunnen worden en een eeuwige jeugd te krijgen. Daarvoor heeft hij het hart van de grootste ware gelover nodig, het hart van Henry. Dit maakt dat ook Emma, Mary Margaret, David, Regina, Greg en Tamara voet op Neverland  hebben gezet. Naast de Slimme Jongens en Peter Pan leven er ook zeemeerminnen, die over het algemeen niet zo vriendelijk zijn.

### Land van Oz
Oz is gebaseerd op de wereld uit de verhalen van The Wizard Of Oz. Deze wereld wordt in seizoen 3 geïntroduceerd. De personages die er zijn geweest zijn Glinda, de Wicked Witch van het Westen, de Wizard of Oz, de Witch van het Oosten en de Witch van het Noorden. Ook komt Dorothy Gale voor in de verhaallijnen die zich afspelen in het Land van Oz.

### Arendelle
Arendelle is een koninkrijk, gebaseerd op de Disney film Frozen. Deze wereld ligt in contact met The Enchanted Forest, wat door de mensen in Arendelle 'Misthaven' genoemd wordt, want er vinden verschillende verplaatsingen van personages plaats tussen Arendelle en The Enchanted Forest. De eerste keer dat er in Arendelle iets gebeurt. is in de aflevering "A Tale of Two Sisters". Personages die er wonen of zijn geweest, zijn Anna, Elsa, de Duke of Weselton, Gerda, Grand Pabbie, Hans, Helga, Ingrid, King Harald, Kristoff, Oaken, Belle en Sven.

### Agrabah
Agrabah is gebaseerd op de locatie van dezelfde naam van de Disney film Aladdin. Deze wereld wordt in seizoen 6 geïntroduceerd. De personages die er wonen of zijn geweest zijn Aladdin, Jasmine, Ariel en Jafar.

### Dun Broch
Dun Broch is gebaseerd op het land van Merida, van de film Brave. Hierbij verandert haar moeder in een beer. Dun Broch komt voor in seizoen 5.

### Underworld
De Underworld is de plaats waar Emma met haar familie heengaat nadat Captain Hook sterft, om hem weer tot leven te brengen. Dat gaat echter moeilijk door Hades. Dit gebeurt in seizoen 5.

### The Land Of Untold Stories
Hier wonen mensen van verschillende rijken waarvan ze niet willen dat hun verhaal verteld wordt.

## Sprookjesboeken
Henry Mills krijgt van zijn lerares Mary Margaret Blanchard een sprookjesboek. Ze geeft deze aan hem omdat ze vindt dat sprookjes zorgen voor hoop en denkt dat Henry dit nodig heeft. Al snel legt Henry een connectie tussen het boek en de inwoners van Storybrooke. Hij linkt zijn moeder aan de Evil Queen en Mary Margaret aan Snow White. Hij gelooft dat zijn biologische moeder Emma, de dochter van Snow is.
In het sprookjesboek staan de verhalen geschreven van alle inwoners van Storybrooke. Zodra August W. Booth in Storybrooke arriveert, voegt hij zijn eigen verhaal (dat van Pinnochio) toe. Naast de getoonde verhalen uit the Enchanted Forest, laat het boek af en toe ook een glimp zien van andere landen, zoals Oz. Dit zou kunnen betekenen dat aan Oz later in de reeks nog aandacht wordt besteed.
In seizoen 4 blijkt dat het sprookjesboek een enorme invloed heeft op de levens van Storybrooke's inwoners. August vertelt Emma dat er meerdere schrijvers waren - onder wie een man die Walt heet (een verwijzing naar Walt Disney) - en dat zij de taak hadden om de verhalen van alle sprookjespersonages op te schrijven. De nieuwste auteur heet Isaac en hij heeft decennia opgesloten gezeten achter een deur in het boek zelf, omdat hij alle verhalen manipuleerde om ze spannender te maken. Regina en Henry denken dat schurken - ook voormalige - geen gelukkige eindes kunnen krijgen door de regels van het boek, en gaan op zoek naar de schrijver om hem  een gelukkig einde voor Regina te laten schrijven. Maar ze blijken niet de enigen te zijn.
Aan het einde van seizoen 5 en het begin van seizoen 6 blijkt dat er verschillende soorten sprookjesboeken zijn met allemaal eigen werelden. Zo zijn er bijvoorbeeld meerdere sprookjesboeken waarin het verhaal van Assepoester staat. Deze verhalen gaan echter niet over dezelfde persoon maar over twee verschillende Assepoesters uit verschillende werelden.

## Makers
Edward Kitsis en Adam Horowitz maakten samen deel uit van het schrijverscollectief van onder meer Lost en Tron: Legacy. Kitsis en Horowitz leerden elkaar al kennen op de Universiteit van Wisconsin, waar ze allebei een bachelor Radio, Film en Televisie volgden. Het idee van Once Upon a Time bedachten zij in 2004. Later besloten ze het scenario te verbeteren met de ervaring die ze opgedaan hadden als schrijvers van Lost. Damon Lindelof, een van de creators van Lost, heeft ze hierbij geholpen. Hij wordt dan ook gezien als de peetvader van Once Upon a Time.

## Spin-off
Op 10 oktober 2013 startte in de VS een spin-off van Once Upon a Time, genaamd Once Upon a Time in Wonderland. Deze serie focust zich op de jonge vrouw Alice, die voor gek wordt verklaard omdat ze denkt dat Wonderland echt bestaat. In het gekkenhuis zal een nieuwe procedure op haar toegepast worden, waardoor ze alles vergeet over Wonderland. Ze wordt echter net op tijd gered door de Knave of Hearts en het Witte Konijn, die Alice mee terug willen nemen naar Wonderland. Alices grote liefde Cyrus, van wie ze dacht dat hij gestorven was, blijkt namelijk nog te leven en alleen Alice kan hem redden.
Once Upon a Time in Wonderland is bedacht door Edward Kitsis, Adam Horowitz, Zack Estrin en Jane Espenson. De rolbezetting bestaat onder meer uit Sophie Lowe als Alice; Michael Socha als Knave of Hearts; Peter Gadiot als Cyrus; Emma Rigby als The Red Queen; John Lithgow als de stem van White Rabbit en Naveen Andrews als Jafar.
Naast deze nieuwe gezichten, maken ook oude bekenden hun opwachting in de reeks. Jessy Schram en Lee Arenberg keren in de Pilot terug als respectievelijk Ashley Boyd en Leroy. Ook Sean Maguire verschijnt in de spin-off, als Robin Hood in de derde aflevering van het eerste seizoen. Daarnaast heeft Barbara Hershey haar rol als Cora, oftewel the Queen of Hearts, hervat.

## Trivia
- Edward Kitsis en Adam Horowitz schreven de rol van Rumplestiltskin/Mr. Gold met acteur Robert Carlyle al in hun gedachten. Ze hadden nooit verwacht dat hij de rol daadwerkelijk zou accepteren.
- De rol van Blue Fairy/Mother Superior was aangeboden aan Lady Gaga, maar zij weigerde de rol.
- De serie bevat veel verwijzingen naar de tv-serie Lost. Voorbeelden daarvan zijn Oceanic Airlines, de Apollo-snoeprepen en de getallen 8 en 15. Ook zijn enkele Lost-acteurs te zien in Once Upon a Time. Dit zijn Emilie de Ravin (Claire in Lost), Alan Dale (Charles Widmore in Lost) en Jorge Garcia (Hurley in Lost). In de spin-off Once Upon a Time in Wonderland speelt acteur Naveen Andrews (Sayid in Lost) een belangrijke rol.
- De serie bevat tevens veel verwijzingen naar Disney. Dat heeft te maken met het feit dat ABC eigendom is van Walt Disney Studios. Personages die niet in de originele sprookjes voorkomen, maar wel in de Disneyversies van de sprookjes, komen tevens voor in Once Upon a Time. Een voorbeeld daarvan is Maleficent, die in de Disneyfilm Doornroosje voorkomt. Daarnaast zijn er ook andere verwijzingen naar Disney; in Mr. Golds winkel is bijvoorbeeld een pop van Mickey Mouse te zien.
- Op de psychiatrische afdeling van de kliniek in Storybrook wordt de scepter gezwaaid door Zuster Ratched. Zij is een figuur uit het boek One Flew Over the Cuckoo's Nest en de gelijknamige film. Ook de langharige indiaan die op deze afdeling op de achtergrond in een blauwe overall met een bezem door de gangen schuifelt is afkomstig uit dit book van Ken Kesey: "Chief Bromden".
- Josh Dallas en Ginnifer Goodwin, die Prince Charming en Snow White spelen, trouwden in april 2014 met elkaar. Een maand later werd hun eerste kind geboren, een zoon.
- Jennifer Morrison en Sebastian Stan, die Emma Swan en Jefferson spelen, hebben een relatie met elkaar gehad.
- Emma zou eigenlijk Anna genoemd worden en in het oorspronkelijke scenario zou ze drie kinderen hebben.
- In Storybrooke is de tijd op de klokkentoren stil blijven staan op 8:15 uur. Dit is ook de tijd waarop Emma arriveert in Storybrooke en tevens de tijd waarop Henry geboren wordt. Zodra Emma besluit om in Storybrooke te blijven, begint de klok weer te lopen.
- Mary Margaret Blanchard heeft een hekel aan appels, wat logisch is, omdat de Evil Queen haar ermee heeft proberen te vergiftigen.
- Archie Hopper heeft een dalmatiër genaamd Pongo. Dit is een verwijzing naar de Disneyfilm 101 Dalmatiërs.
- De Evil Queen heet zowel in Storybrooke als in the Enchanted Forest Regina. In seizoen 7 woont ze in Hyperion Heights en heet ze Roni.
- Moe French rijdt in Storybrooke rond in een busje waar “Game of Thorns” op staat. Dit is een verwijzing naar de serie Game of Thrones, waar een van de schrijvers van Once Upon a Time (Jane Espenson) ook voor schrijft.
- Rumplestiltskin speelt in meerdere sprookjes een rol. Zo is hij ook de krokodil uit Peter Pan, de goede fee uit Assepoester en het beest uit Belle en het Beest. Daarnaast is hij met bijna elk sprookjesfiguur wel op de een of andere manier verbonden geweest.
- De namen van de inwoners van Storybrooke zijn sterk gebaseerd op de rol die ze spelen en de connectie met hun ware identiteiten. De naam Emma betekent bijvoorbeeld “allesomvattend”, wat verwijst naar het feit dat zij de hoofdrolspeler is. Snow White heet Mary Margaret Blanchard. De achternaam is afkomstig van het woord “blanche”, dat “wit” betekent. Haar voornaam Mary Margaret is afkomstig van de vrouw op wie Snow White gebaseerd is, namelijk Maria Sophia Margaretha Catharina Freifräulein von Erthal. De naam Regina betekent “koningin” en Mr. Gold heet zo omdat Rumplestiltskin in het originele sprookje stro in goud veranderde.
- Amerikaanse fans van de serie voeren regelmatig discussie met elkaar in de zogenoemde "Shipping Wars". Als de fans twee personen uit de serie goed bij elkaar vinden passen, dan noemen zij dat een Ship. Bekende Ships zijn CaptainSwan (Hook en Emma), SwanFire (Neal en Emma), Gremma (Graham en Emma) Swan Queen (Regina en Emma), Snowing (Charming en Snow), Rumbelle (Rumplestiltskin en Belle), OutlawQueen (Regina en Robin) en BookThief (Will en Belle).
- ABC brengt voor elk nieuw personage in Once Upon a Time een zogenoemde "casting call" uit. Hierin wordt het personage van de nieuwe rol beschreven. Vaak gebruikt ABC voor deze personages codenamen, zodat fans niet meteen doorhebben welke nieuwe rol er geselecteerd wordt en er een verrassingselement blijft. Voorbeelden van codenamen zijn Magnolia (Mulan), Anastasia (prinses Aurora), Jack (Neal Cassidy), Rufio (Peter Pan), Heidi (Wendy Darling), Barrett (Greg Mendell), Violet (Tinker Bell) en Helena (Jack).

## Prijzen
Once Upon a Time heeft in totaal vijf prijzen op haar naam staan. Twee daarvan zijn uitgereikt tijdens de TV Guide Awards in 2011. Once Upon a Time won de prijs voor Favorite New Series en Lana Parrilla won die voor Favorite Villain. Een jaar later won Parrilla de ALMA Award voor Favorite TV Actress – Drama. Tevens In 2012 sleepte Jared S. Gilmore tijdens de Young Artists Awards de prijs voor Best Performance in a TV Series – Leading Young Actor in de wacht. Mark Isham won ten slotte de BMI TV Music Award voor de soundtrack van de serie.